# Thomas II de Bonsi
Thomas de Bonsi, né v. 1601 et mort le 27 août 1628, est un prélat français du XVIIe siècle. Il est le frère de  Dominique et Clément de Bonsi, évêques de Béziers et il est le neveu du cardinal de Bonzi.

## Biographie
Thomas de Bonzi est amené en France à l'âge de six ans et est élevé et instruit par les soins du cardinal de Bonzi, son oncle. En 1621, il est pourvu de l'évêché de Béziers et de l'abbaye de Saint-Guilhem-le-Désert. 
Thomas fait refaire l'orgue de Saint-Nazaire et décore cette cathédrale. Il meurt très jeune, dès août 1628.